# 派遣戦士 山田のり子
『派遣戦士 山田のり子』（はけんせんしやまだのりこ）は、たかの宗美による日本の4コマ漫画作品。『まんがタウン』（双葉社）の前身である『クレヨンしんちゃん特集号』にて、1999年11月5日号から2000年11月5日号（『まんがタウン』に発展解消される直前の号）まで連載。『まんがタウン』にて、2000年12月号（創刊号）から2024年1月号（休刊号）まで連載。『まんがタウンオリジナル』（同社刊）でも2002年12月号（創刊号）から2006年9月号（最終号）まで連載されていた。
『まんがタウン』の休刊に伴い『月刊JOUR』（同社刊）へ移籍が発表され、2024年3月号より連載再開。同誌では「1999年に始まったご長寿人気4コママンガがお引っ越し!!」として作品紹介ページが設けられた。
『まんがタウンオリジナル』では長期間にわたって表紙と巻頭カラーを飾っており、関連グッズが懸賞の賞品になるなど、人気のある作品。

## 登場人物

### 主人公
山田のり子
生年月日・出身地・年齢・電話番号・住所などは一切不明。（ただし、一度、あっ荘という自宅と思われるアパートが登場したことがある）ただ、女性であること・未婚であることは間違いない。漫画の舞台となる会社以前にも、別の会社で“派遣社員”として十数年働いたが、外見が全く変化していない。髪はおかっぱ。ブラウス（シルク）・スカート（最高級ウール）・靴（オーストリッチ）と、シンプルだが品質・ブランドに関しては決して妥協をしていない。なお、タイツやストッキングはめったに履かない。
9時ジャストに出て（相当に強引な形で）、17時00分ジャストにきっちりと帰宅する。タイムカードは毎回同じ時間に打つ。並大抵のことでは始業時間に遅れることはないが、万が一遅れる場合は狼煙をあげる（狼煙初登場時は山のりの前の派遣先の会社から派遣先である総務課に直接電話があって教わるまでは、派遣先の総務課は火事と勘違いしていた）。退社後も英会話や講習などで多忙な日々を過ごすが、ヒマな時はとことんヒマで、5日連続予定無し、という場合もある。
これまでにこなした仕事は数多くあり、風俗系を除けば「山田のり子にできない仕事はない」と言わしめるスゴ腕派遣社員である。秋の休日には里山で「かかし」の仕事もしている。ただしエレベーターは管轄外、受付嬢も未経験らしい。また、笑顔が苦手で、かなり不気味で怖くなって逃げられてしまうことから、子供やペット関係の仕事も未経験と思われる。
視力や脚力など、人間としての基本能力からして卓越した技能をもっており、最大で4つのことを同時にできる。IC（集積回路）並みの計算能力を有する（計算書100枚を短時間で暗算できるほど）。視力は6.0以上はあり、動体視力も非常に優れている。物（人）を一度見ただけで、瞬時に重さ・サイズを判別できる。制服の支給の際はその正確性に従った「適正」なサイズを支給するため、場合によっては「太った」と宣告されるようなものであり、受付嬢からは忌み嫌われている。また、触れるだけでおおよその体脂肪もわかる。手品も得意。ほっぺたがとても柔らかく、プラス温かさなどで、同僚の女性社員達の癒しの存在ともなっている（本人は触られて困惑したり嫌がったりすることもある）その柔らかさで、体調の変化がわかることもある。ちなみに、足の皮も柔らかい。
脚力は人間の限界能力まで瞬時に動作でき、あまりの速さに、傍からは足が4、5本あるかのように見えることも、さらに電車と同じ速度で自転車を漕ぐことができる。超音波や低周波を発振でき、それによるアクティブソナーの使用、動物との交信、音波攻撃が可能。アメリカ某大統領と知り合いだったり、インフルエンザが流行した時に医療機関の手が足りないと知事から要請が来るなど、その人脈は謎だらけ。
ヨガを趣味にしており、体は柔軟で段ボールに入ることも可能。他人にメイクするのも趣味で、時間が無くて化粧が出来なかった女性社員に、ものすごい速さで化粧を施すが、やり過ぎて濃くなり過ぎ、別人になってしまう。
初対面では表情は判別不可能だが、慣れると多少理解可能。普段は、顔に鼻も口も無く、鼻は鼻水が出た時に位置がわかるだけ。口はものを食べる時や表情を変える時（笑顔（その意味は色々）、怖い顔、変顔など）の時、何か咥えている時など、口を使う時だけ描かれている。爽やかな顔をするときは大抵良いことがない（体調が悪いなど）。「コピー機でニセ札を作れるんじゃ…」と言われた時、すごく微妙な笑顔を見せたことから、皆に「やったことあるんだ」と思われている。
七つ道具として、日本刀：山田のり子の必須アイテム・ソーイングセット・ペン・ミニ工具セット・手帳・ハンカチ・ティッシュを所持。
語学（英語、仏語、露語、アラビア語など）は堪能。（50か国語話せるとも。）手話も5か国語できる。新聞は電子ではなく紙派。他国語版も読み、弁当を包む紙に使うことも。外国人からの電話にも楽々応対するが、メモをする時は原語のまま書くため、他の人には読めない。
所有資格は歯科医師免許、フグ調理、救命救急士や地方の検定など、大きな検定から小さな検定まで百を超える資格を持つらしい。柔道5段、剣道4段、書道3段、華道・将棋2段。ご当地検定も総ナメで、受験資格に「山田のり子でないこと」とわざわざ書かれているほど。ハリもやるが、これは資格は無く趣味なので、失敗することもある。
仕事一筋のようだが、意外と乙女チックな一面もある。そして結婚願望も少なからずあるらしく（「結婚運が無い」と書かれた占いの紙を握り潰すなど、結婚が遅いことを気にしている様子）、寿退社予定の女性社員に目突きを食らわせるなど、惚気話や結婚が絡むと八つ当たりすることも多々ある。（逆に、失恋した人を慰めてあげることも）ただし、色恋に関することや女心を読んだりするのは、基本的に苦手としていて、失恋した人に「医者と弁護士の合コンに連れて行くと約束したために他の女性社員達の恨みを買ってしまったり、杉山に最初に告白された時も、その意味を考え過ぎて勘違い。彼の顔や髪型を自分そっくりに変えてしまった。彼に正式に告白された時は、まんざらでもない様子だったが、彼と君江和佳が付き合っているように見えるよう仕向けるあたり、その想いに答える気は無さそう。
替えのストッキングを持っていない（めったにはかないせいもあるが）など、女子力には欠ける。野球観戦に行ったことがあるが、その際ホームランを刀で打ち返してしまったため、出入り禁止になっている。
派遣社員であるということだけで後述の山のり大嫌い部長を始め偏見から不当な扱いを受けることもある上、上司である課長が正社員としての採用打診を考えるほどの人材であるが、本人は派遣以外の働き方に興味は無いらしい（定時に帰れるからなのではと思わせる描写もある）。猫が大好きで、別会社から今の2倍の派遣料を提示されて乗り気になっていた時、男性社員に「親戚が猫島に住んでいて同僚ならいつでも泊まれる」と聞いて即残留を決めるほど。逆に言えば、今の職場はとても楽しいらしいとはいえ、派遣料次第ではいつ辞めても未練は無い様子。他に焼き芋が大好物という、普通の人間っぽい一面も。
毎年1000通近い年賀状を受け取り、うち100通近くがお年玉くじに当たっている。そのため、年賀状を郵便局に持参したり賞品を運ぶ時はリヤカーを使い、電化製品を質に入れたりしている。
職場ではそれなりの人間関係を築いているがプライベートでの交友関係は不明（ただしクレヨンしんちゃんの黒磯とは物を貸し借りする関係にあるらしい）。また、社で最もに親切にしてくれる高橋に感謝して、お礼として休日にアメリカの某大統領との面会に連れて行ったり、派遣ゆえに同僚や仲間と一緒に帰ったことがないのを少し寂しく思っているが、たまたま高橋と一緒に帰った時、嬉しくて彼女を帰宅手段No.3（一人用気球船に吊り下げられる）に招待するなど、彼女のことはいい意味で特別扱いしている。
服などを購入する際はプラチナカードで支払ったりする反面、道端で1円を見つけただけで目を光らせたりと極端。ロシアやシンガポール、中国など海外に旅行したり、給料日前には、弁当が極端に質素になりすぎる（ご飯のみ、桜ご飯、落葉のみで調理法を考えてしまうほど極端）。意外と便秘症。
漫画の中で台詞を与えられたことは一度もない。とはいえ無口と言うわけではなく、「他の人の台詞の一部」と言う形で表記されることが多い（一見オノマトペのような形でごく短い台詞が表記されたことがある（「カッ（カツ）」「ふ…（麩）」等）。フキダシに入ったセリフはほとんど例が無く、その形で彼女が言った最長のセリフは11巻の「私は内戦から逃れた某国の王女なのです」。（ただし催眠術で見せた幻覚。）他には、部長に対して専務の声真似で喋ったことがある。また、フキダシがないセリフも数多くみられる。（まかせろ、しっかりしなさい、そのとーりなど）
弱点は親父ギャグ・ゴキブリ（特にゴキブリは人一倍苦手。発狂したり、気絶することも。刀でやっつけることもあるが、後片付けはしない）・花粉症（かなりひどい方らしく、春先の花粉症シーズンには対策を怠らない。ある意味超人的な方法を取ることもある。1度花粉症対策のため、別人だと思われてしまうほどの厚化粧をしてきた）・グリーンピース・子供の扱い（前述の通り、笑顔がかなり不気味になってしまうため、毎回泣きながら逃げられてしまう。同じ理由で猫に逃げられたこともある）ウインクも苦手で、顔が引きつってしまう。実はバドミントンがかなりヘタクソ。もう1つ苦手なのが、スマホ。ただし、使いこなせないのではなく、機械の反応が手の速さについて来られないから、という理由。ヨイショもちょっと苦手。手や足や首、果ては全身まで、エクステを自作し、多用している。
日本刀は山田のり子の象徴とも言うべき道具。その用途は、回を重ねるに従い、多様なものとなっていく。多く見受けられるのは、脅迫（他の社員の仕事を催促するのが多い）だが、その他に下記の用途に用いている。ちなみに、日本刀は替刃式（で、かつカッターのように欠けたら、一部を折ることが出来る）になっていたり、刀と見せかけて鞘から抜くと側面の汚れを服にこすり付ける定規だったり、心を落ち着かせるためのラベンダーなど、刃にあたる部分を意外なものに取り替えている場合も多い（刀自体をニセモノと取り替えているのかもしれないが）。
日本刀の用途は、傘代わり、アイスノン代わり、ハエたたき、髭剃り、鉛筆削り、爪切り、まつげ切り、紙破り、ふぐの調理、冷蔵庫にぎっしり入ったゼリー切り、バームクーヘン切り、タイヤキ斬り、缶を一刀両断、ゴキブリ斬り・避け、ダンボールの運搬、廊下で仮眠、切り子ガラスの作製、皿回し、つぼ回し、背中にいれる、部長のヅラ（鬘）浮かし、太陽光で部長に仕返し、じゅうたんの毛落とし、本の日焼け削り、頭をなでる、刃先を判子として使う、刃先に異臭をつける、散らばった書類を集める、床の目に詰まったホコリをとる、りんごの皮むき（幅は1ミリメートルくらい）、とりもちで電話を取る、ロッカーの隙間からシャーペンの芯（しかも使いかけ）を取る、刃を（赤くなるまで）熱しお茶に入れて熱くする、樹木の剪定（くまさんカット）、玄関前の氷カットなど多数。
「るり子」という姪がいる。小学生くらいで、中国在住だが、家出してそれを「プチ家出」と呼ぶほどの行動力を持つ。オリジナルには勝てないが、パソコンを使ったり手の動きが速い、のり子に東大の勉強を教えてもらうなど、スペックはかなり高い。趣味は四柱推命。
後輩の君江和佳については、優秀であり、根はいい人であるがゆえに、無下にできない分、苦手にしている。そのため、普段は徹底的に避けているが、彼女が風邪を引いた時は心配し、黒井さん（カラス）や遠隔操作ロボットによる間接的な方法とはいえ、世話をしてあげた。また、時には英語手話で会社の愚痴を言い合うこともある。

### 山田のり子の周りにいる人物
総務課長
派遣会社に山田のり子の派遣を申し入れた張本人（「らしい!?」）。山のりの繰り広げる行動に、戦々恐々としている。
回によっては「係長」として登場したり、他の「課長」が出てきたりする。
台風の日は残業禁止にするなど、部下思いな様子。時には部長にも食って掛かる。痔持ち。足が少し短い。
「消費税が50%になったとしても外せない」と豪語するほどそば、特に新そば好き。
祖父が元海軍の通信士で、よく聞かされていたらしく、モールス信号が理解できる。
のり子にお茶を出させて客にリピートさせることで寒い時に自分が出向く回数を減らす、新年明け最初のお茶当番がのり子になるように操作して毎年うまいお茶を飲めるようにするなど、意外に腹黒い一面も。
五十肩。そのため、のり子からもらった特製マジックハンドを愛用。
部長
ハゲ頭とイヤミがトレードマーク。さすがにセクハラはしないようだ（とはいえ、初回登場時（ファイル.1）には、「セクハラ部長」と周囲の女性社員に思われる描写がある）。初期ではヅラをかぶっていた。
のり子のことは初登場時は「山田ちゃん」、初期の一部は「山田さん」その他は基本的に「山田のり子」と呼び捨てである。
山田のり子を「派遣でありながら大きな態度を取るナマイキ女」と定義し、色々とイヤミや嫌がらせを仕掛けるが、毎度のように切り返されてしまう。山田のり子も彼のことを苦手としており、どんな手段を取ってでもできる限り顔を合わせないようにしている。しかし、こっそり頭髪を増やして気分良くさせたり、体調悪化をツボ押しで救ったこともある（ただし押した跡が「ハゲ」と並んでいた）など心の底から嫌っているわけではなく、仕事を円滑にすることも考えれば出来れば仲良くしたいと思っていて、あくまで部長のイヤミに対抗しているだけである、しかし部長の定年を望んでいる描写もあり、そうでないと分かった瞬間舌打ちをしたこともある。総務課長からも嫌われている描写がある。ただし山のりと同じく○○屋の饅頭が好物である。
1度、山のりが大量の箱を運んでいる時に「人として手を貸すべきだろう」と、声をかけようとしたことがある（結局彼女はちゃんと落とさない対策を取っていたために、実際に手出しをすることはなかったが）また、とっさのこととはいえ、階段から転落したのり子を助けたこともある。それらのことから、本気で困っていると思えば、たとえ嫌いな山のり相手でも協力しようという気持ちはあるらしい。また、「社会人だから」と、新年のあいさつはする。ちなみに、派遣嫌いはのり子だけでなく、君江に対しても同じ。
社内で初めて刀で攻撃された人物。19巻時点で、勤続40年目らしい。
営業マン
総務課から備品を無断で持ち出したり、必要な手続きをしようとしない営業課所属のヒラ社員。無断持ち出しの癖が抜けない営業マンと、様々な手段（バンジージャンプなど）を駆使して持出伝票の提出を迫る山田のり子との攻防が見もの。たまにしっかり伝票を書いていったりすると、のり子がほめに来たり、腐乱した状態の特殊メイクでつまらなそうにされたりする。
直接のり子が来られない場合、オフィスを爆破されたり代理ロボットに攻撃されたりもしている。さらに一句読みに来ただけという場合もある。
営業マンの上司
「お前また総務から勝手に物もってきただろ」「伝票書いてこい！」と営業マンを叱るのがお約束。

### 同僚の女性社員達
同じ課で働く女性社員達。イライラしたりサボリがちな同僚の男性社員に頭を悩ませながら、一方で課をまとめる山田のり子を尊敬し敬語で接している。謎の多い山のりに興味を持っており、謎を解明しようとするが、結局は失敗したりさらに頭を悩ましたりすることが多い。中には山のりに対し反感を持っている女子社員も存在していたが、全て完敗している。
高橋
同じ課で働く線目の女性社員。他の女性より身長が高めで、おっとりとした容姿だが、仕事はでき、山田のり子に最も親切に扱われている。また本人も彼女を尊敬しており、少しでも近づこうと日々努力している。名前は長らく不明だったが、第9巻の女性社員と山のりの会話で明らかになった。広田とも仲がいい。
よく見ているためか、のり子がリアル人形などと並んでもちゃんと見分けられたり、彼女の体調不良などによる動きのごくわずかな変化にも気づき、他の社員に呆れられるほどである。
最ものり子に親切にしていることから、彼女に感謝され、お礼として休日にアメリカの某大統領に会いに行くのり子に同行したことがある。
広田
同じ課で働く女性社員。ハキハキとした容姿で、のり子や高橋とも仲がいい。
名前の判明は高橋より遅く、第10巻で課長が業務のメモを見て彼女のだと気づくシーンが初登場。
気が強く、男性社員に対して怒鳴りつけることもある。コンタクト着用。

### 同僚など
杉山
別の部署で働くヒラ社員。山田のり子に恋をしており、たびたび仕事の様子を眺めているが、山のり相手にはそれすらもままならない。たびたび自分をアピールしようとするが、恋沙汰が苦手な山のり相手にはすれ違ってしまう様子。「好きです」と告白したら、その意味を考え過ぎた山のりによって山のりそっくりの髪型・メイクをされてしまった。10巻で「つきあってください」と言ったが、そのとき彼は緊張で腹具合が悪くなっており、トイレにつきあってほしいと勘違いされた。19巻では、のり子を目で追うようになってから動体視力と制止視力が上がったことから、社内野球チームにスカウトされ、4番で活躍している。
のり子は、君江に指摘されるまで恋心を抱かれていることに気付かなかった。
のり子に釣り合うようになるため、君江にはビジネススキルを教わっているが、同時にのり子を巡るライバル的な目でも見られている。
ちなみに、初登場は1巻で、営業部所属。その時はまだのり子への恋愛要素は無かった。
山田のり子のデスクを覗こうとする社員
同じ課で働く二人組の男性社員。のり子の引き出しから書類を借りようとして思いがけないトラップに嵌る。相方の男性社員いわく「おちょくられている」。たまに借りると見せかけてフェイントをかけると罠の落とし穴もフェイントだったりする。また、ペンを借りようとすることもあるが、やはり罠に嵌って酷い目に遭う。書類総務課長も一度開けたことがあり、異常なほど引き出しが長く恐れおののいていたが、書類はちゃんと入っていた。女性社員の1人も一度2段目を開けたことがあり、中は冷蔵庫になっていたが、お仕置きは発動、タライが落ちてきた。ちなみに、2人のうちの1人は、いつも見ているだけで、開けることは無いため、お仕置きは受けない。
1度、ヘビの玩具を仕掛けて仕返しをしたことがあり、確かにのり子を驚かせたが、とっさにそれで縄跳びをするという彼女の行動に、逆に驚かし返された。
よく仕事をミスする社員
ちょっとチャラい見た目の男性社員。仕事をミスしてはのり子に日本刀で斬りつけられるのが日常。
真剣白刃取りで受け止めようとするが、刀の思いもよらぬ状態に、いつも失敗する。
猫男子社員
猫大好きの男性社員。同じ猫好きとして、のり子とは写真をやりとりしたり、野良猫を抱きしめたいと彼女に仲介を頼むなど、仲は良好。
1度、他社から2倍の派遣料を提示されて乗り気になっていたのり子を思い止まらせるため、「親戚が猫島に住んでいて同僚ならいつでも泊まれる」と言い、即残留を決めさせたことがある（隣で課長は感涙していた）。
のり子の扱いが上手く、書類を確認してもらう際、注意を引くため、わざとスマホで猫の鳴き声を鳴らして手を止めさせることがある。
いつも何もされないわけではなく、超カワイイ猫の動画サイトを教えようとして殴られたことがある。ただし、その理由は「そんなものを知ってしまったら仕事が手につかなくなるから」で、のり子本人の心中は血の涙だったらしい。
新見
第一巻途中で入社してきた新入社員。はじめ、のり子の行動を見て、自分もあれをやらなくてはいけないのかと恐れる。（その後、のり子は人間なのかと質問し、怒らせている。）その後は普通の社員と同じ扱いで登場するが、周りに比べ後輩であると思わせる描写が多い。
水虫をもっている。
15巻で、名前が「新見」と判明した。
君江和佳（きみえ わか）
のり子と同じ派遣先の後輩。掲載誌移籍の際に設けられた作品紹介ページにて、「F商事」の同僚で唯一記述があった（2024年時点）。仕事ぶりは優秀で物腰も丁寧だが、のり子を「（のり子）お姉さま」と呼び、同時に崇拝者（百合?）でもある（投げキッスをしたりハグをしようとするなど）ため、周囲からは変人扱いされている。わざわざのり子と同じ会社を希望し、病気で休む中川という社員の代わりに資材課に配属。
彼女を崇拝するようになったのは、就職が決まらず派遣会社に登録して腐っていた時、山のりに刀で枝毛を切られたことで、色々吹っ切れたため、という、よくわからない理由。のり子と違い、ゴキブリが平気。
杉山ののり子に対する恋心に唯一気づいていた人間で、ライバル的な目で見ているが、同時にビジネススキルを教えている。
のり子を真似て隠し通路やエクステを作ることもある。ごく初期のみ、ツインテールだった。
黒井さん
のり子の友達のカラス。伝票を取りに行ったりのり子の悪口を言っている社員に糞をあてたり、婦警編では捜査に協力したりした。

### 他の職場の人々
鈴木
中居編で登場。たばや旅館の接客チーフ。パーマをかけた年配の女性。のり子の行動に驚いている。
動物達
たばや旅館周辺の山林に住んでいる。最初に友達になったのは猪。
行方不明の客の捜索や、自らの通勤、客の送迎などに協力してもらっている。のり子はクマとともに自殺志願者を救ったこともある。
たばや旅館のなんでも直すお兄さん
のり子に呼び出され、鹿の角を直した。
村さん
婦警編で登場する刑事。のり子の素性を暴こうとするも失敗している。
最近ではすっかりのり子に慣れていて、張り込みに協力してもらったりしている。
村さんの部下
のり子と、すっかり慣れている村さんに戦々恐々としている。

## 書誌情報
- たかの宗美 『派遣戦士 山田のり子』 双葉社〈アクションコミックス〉、既刊22巻（2023年7月12日現在）
  1. 2002年7月12日発売、ISBN 4-575-93784-3
  2. 2003年11月28日発売、ISBN 4-575-93857-2
  3. 2004年12月17日発売、ISBN 4-575-93913-7
  4. 2005年11月28日発売、ISBN 4-575-93971-4
  5. 2006年11月12日発売、ISBN 4-575-94036-4
  6. 2007年10月27日発売、ISBN 978-4-575-94131-9
  7. 2008年10月11日発売、ISBN 978-4-575-94194-4
  8. 2009年10月10日発売、ISBN 978-4-575-94247-7
  9. 2010年10月12日発売、ISBN 978-4-575-94296-5
  10. 2011年10月12日発売、ISBN 978-4-575-94330-6
  11. 2012年10月12日発売、ISBN 978-4-575-94361-0
  12. 2013年10月12日発売、ISBN 978-4-575-94393-1
  13. 2014年10月28日発売、ISBN 978-4-575-94427-3
  14. 2015年10月28日発売、ISBN 978-4-575-94460-0
  15. 2016年10月22日発売、ISBN 978-4-575-94487-7
  16. 2017年4月12日発売、ISBN 978-4-575-94497-6
  17. 2018年7月12日発売、ISBN 978-4-575-94530-0
  18. 2019年7月12日発売、ISBN 978-4-575-94551-5
  19. 2020年8月11日発売、ISBN 978-4-575-94572-0
  20. 2021年9月9日発売、ISBN 978-4-575-94596-6
  21. 2022年9月12日発売、ISBN 978-4-575-94609-3
  22. 2023年7月12日発売、ISBN 978-4-575-94620-8

- よりぬき版
  - 『派遣戦士山田のり子 よりぬき 愛』2012年10月12日発売、ISBN 978-4-575-94362-7
  - 『派遣戦士山田のり子 よりぬき 乱』2013年5月10日発売、ISBN 978-4-575-94381-8
  - 『派遣戦士山田のり子 よりぬき 癒』2014年10月28日発売、ISBN 978-4-575-94428-0

『まんがタウン』2007年12月号、2011年4月号およびぶんか社『主任がゆく!スペシャル』 Vol.5（『無敵恋愛S*girl』2007年12月1日増刊号）、同Vol.37（『みこすり半劇場』2011年4月21日増刊号）誌上にて『主任がゆく!』、『主任がゆく!スペシャル』Vol.90（『本当にあった笑える話Pinky』2015年11月増刊号）誌上にて『金髪女将綾小路ヘレン』とのコラボレーション作品が発表された。
竹書房『まんがくらぶ』2008年12月号および『まんがタウン』2008年12月号誌上にて、『有閑みわさん』とのコラボレーション作品が発表された。